# Pternopetalum trifoliatum
Pternopetalum trifoliatum är en flockblommig växtart som beskrevs av R.H.Shan och F.T.Pu. Pternopetalum trifoliatum ingår i släktet Pternopetalum och familjen flockblommiga växter. Inga underarter finns listade i Catalogue of Life.